# Glicolaldehidă
Glicolaldehida este un compus organic, aldehida etilenglicolului, cu formula HO-CH2-CHO. Este cel mai simplu compus care poate avea atât o grupă aldehidă, cât și o grupă hidroxil. De asemenea, poate fi considerată ca fiind cea mai simplă monozaharidă, o dioză.

## Structură
Glicolaldehida există sub formă de dimer, fiind solidă sau lichidă. În soluție apoasă, ea coexistă la echilibru chimic sub forma a patru specii chimice, care se schimbă dintr-una în alta. 

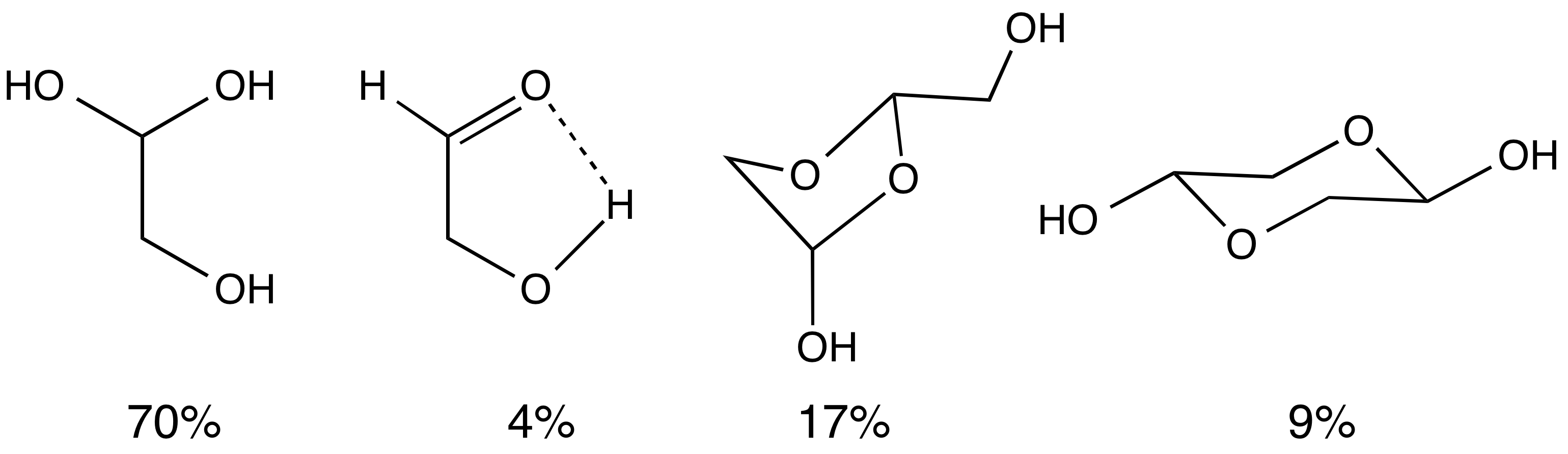
Structurile și distribuirea glicolaldehidei, sub forma unei soluții apoase 20%. Se poate observa faptul că forma aldehidică se află în procent mic.

Este singura dioză posibilă, fiind oarecum și cea mai simplă monozaharidă, deși o dioză nu este neapărat considerată o zaharidă. 